# Estação Merode
Merode é uma estação das linhas 1 e 5 (antigas 1A e 1B) do Metropolitano de Bruxelas.